# Aleksandra Zabelina
Aleksandra Zabelina (rus: Александра Ивановна Забелина)  (Moscou, 11 de març de 1937 - 27 de març de 2022) fou una tiradora d'esgrima russa, especialista en floret, que va competir sota bandera de la Unió Soviètica entre les dècades de 1950 i 1970.
Durant la seva carrera esportiva va prendre part en tres edicions dels Jocs Olímpics d'Estiu, el 1960, 1968 i 1972. En totes elles va guanyar la medalla d'or en la prova del floret per equips del programa d'esgrima. No va disputar els Jocs de 1964 perquè esperava un fill.
En el seu palmarès també destaquen quinze medalles al Campionat del món d'esgrima, nou d'or i sis de plata, entre les edicions de 1956 i 1971. Guanyà el campionat soviètic de floret individual el 1957, 1958, 1959, 1962, 1968 i 1972.
Inicialment havia practicat gimnàstica, però una lesió l'obligà a renunciar-hi. Una vegada retirada exercí d'entrenadora d'esgrima. Entre els seus alumnes hi havia la campiona olímpica Maria Mazina.